# Beartooth
Beartooth (в переводе с англ. - "Медвежий Зуб", либо "Зубастый") — американская рок-группа, сформированная Калебом Шомо в Колумбусе, штат Огайо в 2012 году. С 2013 подписана на лейбл Red Bull Records. Дебютный мини-альбом Sick был выпущен 26 июля того же года. В следующем, 2014 году был выпущен первый полноформатный альбом Disgusting. 3 июня 2016 состоялся релиз второго альбома Aggressive. Третий альбом Disease вышел 28 сентября 2018 года. 25 июня 2021 года вышел альбом Below.

## История группы

### Формирование иSick(2012—2013)
Калеб Шомо начал писать песни для Beartooth ещё будучи участником Attack Attack!. Название относится к местечку Bear Tooth Court, где вырос первый басист группы Ник Рид. Шомо заявил, что Beartooth был простым отвлечением, пока он был в Attack Attack! и не более, без намерений записывать и играть музыку вживую; однако, после его ухода из Attack Attack!, он сфокусировался на этом проекте и признался, что эта группа превзошла самые смелые ожидания и делает всё, что он когда-либо хотел. Для возможности играть концерты Шомо взял в группу гитариста Тэйлора Ламли, басиста Ника Рида и барабанщика Брэндона Муллинса.
По словам Шомо, «Set Me on Fire» была первой написанной песней Beartooth, следующей была «I Have a Problem». Эти песни, а также «Go Be the Voice» и «Pick Your Poison», были выпущены через Интернет в декабре 2012. После выпуска live-видео «I Have a Problem», Beartooth объявили череду встреч с фанатами, в основном на Среднем Западе. Они отыграли выступление на Vans Warped Tour 2013 и были приглашены стать полноценным участником на весь аналогичный тур в 2015.
7 июня 2013 Шомо анонсировал, что Beartooth подписались на Red Bull Records. Они выпустили дебютный мини-альбом Sick в свободный доступ на своём сайте 26 июля 2013. ЕР спродюсировал сам Калеб, также записав весь вокал и инструменты. 17 августа группа выпустила клип на «I Have a Problem», не связанный с более ранней версией. 14 ноября был выпущен клип «Go Be the Voice».
18 декабря 2013 было анонсировано участие группы в Warped Tour 2014.

## Участники
Нынешние
- Калеб Шомо — вокал, гитары (2012-настоящее время), бас-гитара, ударные (2012-настоящее время; только в студии)
- Оши Бишар — бас-гитара, бэк-вокал (2014-настоящее время)
- Коннор Денис — ударные (2018—настоящее время, 2016—2018 как концертный участник)
- Зак Хьюстон — соло-гитара, бэк-вокал (2018-настоящее время)
- Уилл Дили — ритм-гитара (2021-настоящее время; 2019, 2020 как концертный участник)

Бывшие
- Ник Рид — бас-гитара, бэк-вокал (2013—2014)
- Брэндон Муллинс — ударные (2013—2016)
- Тэйлор Ламли — соло-гитара, бэк-вокал (2013—2018)
- Кэмрон Бредбери — ритм-гитара (2014-2020)

Временная шкала

## Дискография

### Полноформатные альбомы
| Название    | Подробности                                                                                                | Высшая позиция в чартах | Высшая позиция в чартах | Высшая позиция в чартах | Высшая позиция в чартах | Высшая позиция в чартах | Высшая позиция в чартах | Высшая позиция в чартах |
| Название    | Подробности                                                                                                | US                      | US Hard Rock            | US Indie                | US Rock                 | AUS                     | UK                      | UK Rock                 |
| ----------- | --- | ----------------------- | ----------------------- | ----------------------- | ----------------------- | ----------------------- | ----------------------- | ----------------------- |
| Disgusting  | - Релиз: 10 июня 2014 - Лейбл: Red Bull, UNFD - Форматы: CD, LP, цифровая дистрибуция                      | 48                      | 6                       | 13                      | 19                      | —                       | —                       | 20                      |
| Aggressive  | - Релиз: 3 июня 2016 - Лейбл: Red Bull, UNFD - Форматы: CD, LP, цифровая дистрибуция                       | 25                      | 3                       | 2                       | 4                       | —                       | 35                      | 2                       |
| Disease     | - Релиз: 28 сентября 2018 - Лейбл: Red Bull, UNFD - Форматы: CD, LP, компакт-кассета, цифровая дистрибуция | 40                      | 1                       | 1                       | 5                       | 66                      | 55                      | 3                       |
| Below       | - Релиз: 25 июня 2021 - Лейбл: Red Bull, UNFD - Форматы: CD, LP, компакт-кассета, цифровая дистрибуция     | 30                      | 2                       | 2                       | 4                       | 42                      | 39                      | 3                       |
| The Surface | - Релиз: 13 октября 2023 - Лейбл: Red Bull - Форматы: CD, LP, компакт-кассета, цифровая дистрибуция        | —                       | —                       | —                       | —                       | —                       | —                       | —                       |

### Мини-альбомы
| Название | Подробности                                                                         |
| -------- | ----------------------------------------------------------------------------------- |
| Sick     | - Релиз: 26 июля 2013 - Лейбл: Red Bull Records - Форматы: CD, цифровая дистрибуция |

### Синглы
| Название                                  | Год  | Высшая позиция в чартах | Высшая позиция в чартах | Высшая позиция в чартах | Альбом     |
| Название                                  | Год  | Mainstream Rock         | US Rock                 | Rock Airplay            | Альбом     |
| ----------------------------------------- | ---- | ----------------------- | ----------------------- | ----------------------- | ---------- |
| "I Have a Problem"                        | 2013 | —                       | —                       | —                       | Sick       |
| "Beaten in Lips"                          | 2014 | 33                      | —                       | —                       | Disgusting |
| "The Lines"                               | 2014 | —                       | —                       | —                       | Disgusting |
| "In Between"                              | 2015 | 20                      | —                       | —                       | Disgusting |
| "Aggressive"                              | 2016 | 34                      | —                       | —                       | Aggressive |
| "Always Dead"                             | 2016 | —                       | —                       | —                       | Aggressive |
| "Loser"                                   | 2016 | —                       | —                       | —                       | Aggressive |
| "Hated"                                   | 2016 | 6                       | 36                      | 27                      | Aggressive |
| "Sick of Me"                              | 2017 | 16                      | —                       | 48                      | Aggressive |
| "Infection"                               | 2018 | —                       | —                       | —                       | Disease    |
| "Bad Listener"                            | 2018 | —                       | —                       | —                       | Disease    |
| "Disease"                                 | 2018 | 13                      | 35                      | —                       | Disease    |
| "Manipulation"                            | 2018 | —                       | —                       | —                       | Disease    |
| "—" denotes a release that did not chart. |      |                         |                         |                         |            |

### Видеоклипы
| Название                        | год  | Режиссёр           |
| ------------------------------- | ---- | ------------------ |
| "I Have a Problem" (live video) | 2013 | Mark C. Eshleman   |
| "I Have a Problem"              | 2013 | Mark C. Eshleman   |
| "Pick Your Poison" (live video) | 2013 | Johnny Hochstetler |
| "Go Be the Voice"               | 2013 | DJay Brawner       |
| "Dead" (live video)             | 2014 | Johnny Hochstetler |
| "Beaten In Lips"                | 2014 | Drew Russ          |
| "The Lines"                     | 2014 | Drew Russ          |
| "Body Bag" (live video)         | 2014 | Johnny Hochstetler |
| "In Between"                    | 2015 | Drew Russ          |
| "Aggressive"                    | 2016 | Drew Russ          |
| "Hated"                         | 2016 | Jeb Hardwick       |
| "Hated" (live video)            | 2016 |                    |
| "Sick of Me"                    | 2017 | Marc Klasfeld      |
| "Disease"                       | 2018 | Drew Russ          |

### Сборники
| Название                             | Год  | Альбом                            |
| ------------------------------------ | ---- | --------------------------------- |
| "I Have a Problem"                   | 2014 | Warped Tour 2014 Tour Compilation |
| "Dead"                               | 2015 | Warped Tour 2015 Tour Compilation |
| "Sick of It All" (Disgusting b-side) | 2015 | Red Bull: 20 Before 16            |